# 黑果菝葜
黑果菝葜（学名：Smilax glaucochina）为百合科菝葜属下的一个种。

## 扩展阅读
- 維基物種上的相關：黑果菝葜